# Iwona Węgrowska

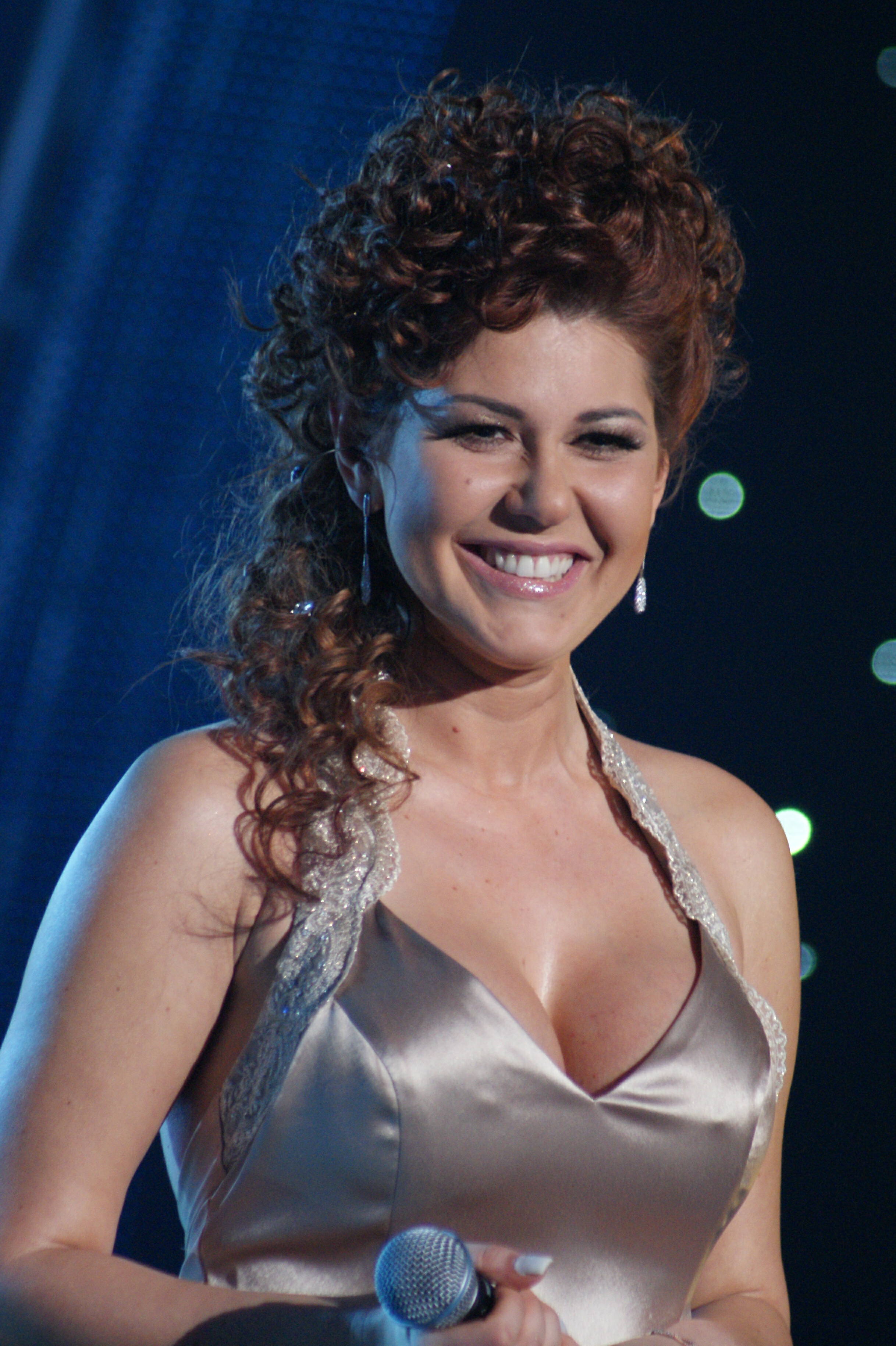
Iwona Węgrowska (2010)

Iwona Węgrowska (* 17. Mai 1982 in Żory, Polen) ist eine polnische Sängerin.

## Biographie
Die Stimme  von Iwona Węgrowska umfasst vier Oktaven, was eine Besonderheit darstellt. Ihre Popkarriere begann in der Gruppe Abra, mit der sie ihr erstes Album veröffentlichte. Iwona trennte sich 2007 von der Gruppe und konzentrierte sich fortan auf ihre Solokarriere. Im Jahr 2008 kam ihr erstes Soloalbum auf den Markt, das ihren Namen trägt. Aus diesem Album wurden mehrere Singles ausgekoppelt. Iwona Wegrowska hat bisher dreimal am nationalen Vorentscheid zum Eurovision Song Contest teilgenommen, zum Beispiel mit dem Lied Le Luxe im Jahr 2005. Im Laufe ihrer Gesangskarriere hat sie mehrere Lieder mit anderen polnischen Künstlern aufgenommen, zuletzt 2010 mit Magda Femme den Titel Jak diament.
Im August 2007 posierte sie für das polnische Männermagazin CKM.

## Diskografie

### Album
- 2004 Abra!
- 2008 Iwona Węgrowska
- 2010 Dzielna[1]

### Singles
- 2004 Zwyczajna dziewczyna
- 2004 Mgnienie oka
- 2005 Le Luxe
- 2005 Blisko tak
- 2008 4 lata
- 2008 Pokonaj siebie feat. Feel
- 2008 Kiedyś zapomnę
- 2009 Magiczna moc feat. Piotr Rubik
- 2009 Zatem przepraszam
- 2009 Uwięzniona
- 2010 Jak diament feat. Magda Femme
- 2010 Dzielna